# O’Bannon (Schiff, 1942)
Die O’Bannon (DD-450) war ein Zerstörer der US-Marine und gehörte zur Fletcher-Klasse. Sie und ihr Schwesterschiff Nicholas waren die beiden ersten Fletcher-Zerstörer, die vom Stapel liefen. Die O’Bannon war von 1942 bis 1970 im Dienst und wurde im Zweiten Weltkrieg, im Koreakrieg sowie im Vietnamkrieg eingesetzt. Sie ist eines der höchstdekorierten Schiffe in der Geschichte der US Navy.

## Namensgeber
Presley Neville O’Bannon (1784–1850), der „Held von Dena“, war ein Offizier des US Marine Corps (USMC) und wurde bekannt durch seine Taten im Ersten Barbaresken-Krieg.
Als First Lieutenant kommandierte er eine Einheit der Marines im Krieg gegen Tripolis. Während der gemeinsamen Operation mit der US-Marine führte er den erfolgreichen Angriff im „Kampf um Derna“, woraus die Zeile „to the shores of Tripoli“ in der Hymne des USMC entstand.

## Technik

### Rumpf und Antrieb
Der Rumpf der O’Bannon war 114,7 m lang und 12,2 m breit. Der Tiefgang betrug 5,4 m, die Verdrängung 2.100 ts. Der Antrieb des Schiffs erfolgte durch zwei Dampfturbinen von General Electric, der Dampf wurde in vier Kesseln von Babcock & Wilcox erzeugt. Die Leistung betrug 60.000 Wellen-PS, die Höchstgeschwindigkeit lag bei 35 Knoten.

### Bewaffnung und Elektronik
Hauptbewaffnung der O’Bannon waren bei Indienststellung ihre fünf 5-Zoll/127-mm-Mark-30-Einzeltürme. Dazu kamen diverse Flugabwehrkanonen, die im Laufe des Krieges immer weiter verstärkt wurde. 1948/49 wurde das Schiff dann zum U-Jagdzerstörer umgebaut und erhielt verstärkte Anti-U-Boot-Bewaffnung, unter anderem einen Mk.-108-U-Jagdraketenwerfer vor der Brücke.
Die O’Bannon war mit Radar ausgerüstet. Am Mast über der Brücke waren ein SG- und ein SC-Radar montiert, mit denen Flugzeuge auf Entfernungen zwischen 15 und 30 Seemeilen und Schiffe in Entfernungen zwischen 10 und 22 Seemeilen geortet werden konnten.

## Geschichte
O’Bannon wurde am 3. März 1941 bei Bath Iron Works Corp. in Bath, Maine auf Kiel gelegt. Der Stapellauf erfolgte am 19. Februar 1942. Ihre Taufpatin war E. F. Kennedy, Nachfahrin von Lieutenant O’Bannon. Das Schiff wurde am 26. Juni 1942 unter dem Kommando von Commander Edwin R. Wilkinson in Boston in Dienst gestellt

### 1942
Nach kurzer Ausbildung in der Karibik verließ O’Bannon am 29. August 1942 Boston mit Ziel Südwestpazifik, wo gerade die Schlacht um Guadalcanal begonnen hatte. Sie wurde der Destroyer Squadron (DesRon) 21 zugeteilt und in Nouméa, Neukaledonien stationiert.
Ihr erster Einsatz war Geleitschutz für den Geleitflugzeugträger Copahee nach Guadalcanal. Am 9. Oktober starteten 20 F4F Wildcats der US Marines vom Deck der Copahee zum bedrängten Henderson Field, wo sie dringend als Verstärkung benötigt wurden. Den restlichen Monat war die O’Bannon im Geleitdienst in den Neuen Hebriden und in den südlichen Salomonen.
Am 7. November 1942 eskortierte sie einen Konvoi, der mit Truppenverstärkungen und -ersatz, Verpflegung, Munition sowie Material für Flugzeuge nach Guadalcanal unterwegs war. In der Nähe der Insel sichtete der Zerstörer ein aufgetauchtes feindliches U-Boot, beschoss es und hielt es auf Tiefe, während der Konvoi sicher das Gebiet passieren konnte. Am Nachmittag des 12. Novembers wurden die teilweise entladenen Transporter von 25 feindlichen Mitsubishi G4M Hamaki-Torpedobombern angegriffen. Die O’Bannon bekämpfte vier angreifende Flugzeuge. Elf Angreifer konnten vom Geleitschutz abgeschossen werden. Es wurde kein Transporter beschädigt.

#### Erste Seeschlacht von Guadalcanal

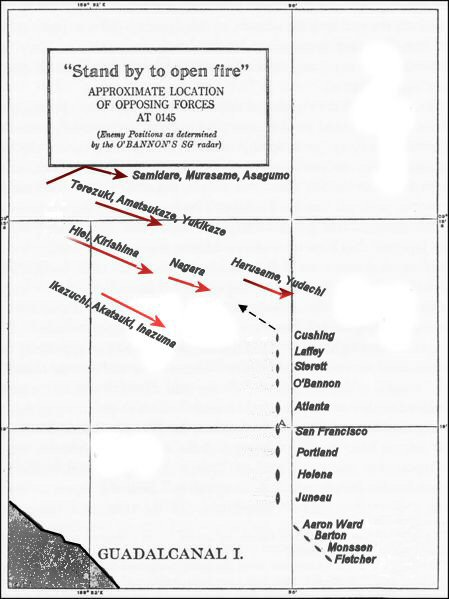

Aufklärungsmeldungen ergaben, dass sich ein japanischer Flottenverband, bestehend aus zwei Schlachtschiffen, einem leichten Kreuzer und 14 Zerstörern, Guadalcanal näherte, um Henderson Field durch Beschuss zu eliminieren, die amerikanischen Verstärkungen zu unterbinden und Anlandungen von eigenen Verstärkungen zu ermöglichen. Zusammen mit den anderen Schiffen des Geleitschutzes, zwei schweren Kreuzern (Portland, San Francisco), drei leichten Kreuzern (Helena, Atlanta, Juneau) und sieben Zerstörern (Cushing, Monssen, Sterett, Fletcher, Laffey, Aaron Ward, Barton) hielt die O’Bannon Kurs auf Savo Sound. Bei schlechtem Wetter und Sichtweiten von weniger als 2000 Metern eröffneten die Verbände am 13. November 1942 um 01:48 Uhr das Feuer aufeinander und es begann die Erste Seeschlacht von Guadalcanal.
Zusammen mit Laffey, Atlanta, San Francisco, Portland und Helena nahm die O’Bannon den japanischen Zerstörer Akatsuki unter Feuer. Die Akatsuki explodierte und sank innerhalb weniger Minuten. Im weiteren Verlauf griff O’Bannon das japanische Schlachtschiff Hiei an und kam ihr dabei so nah, dass die Hiei nicht in der Lage war, ihre schweren Geschütze so tief zu richten, um sie gegen den Zerstörer einsetzen zu können. Die Geschütze der O’Bannon und der Sterett feuerten aus kürzester Entfernung mehrere Salven in die Aufbauten der Hiei, bevor die Zerstörer in der Dunkelheit verschwanden.
Um 02:26 Uhr wurde das Feuer eingestellt. In dem kurzen, aber heftigen Gefecht gingen auf amerikanischer Seite Barton, Cushing, Laffey und Monssen verloren, San Francisco, Atlanta, Portland, Helena und Juneau wurden schwer beschädigt. Die Atlanta mussten später aufgegeben werden. Die Juneau wurde auf dem Rückmarsch gegen 11:00 Uhr von dem japanischen U-Boot I-26 versenkt. Die japanische Marine verlor die Zerstörer Akatsuki und Yudachi. Das Schlachtschiff Hiei war schwer beschädigt worden und wurde am folgenden Tag mehrfach von amerikanischen Flugzeugen angegriffen; schließlich wurde sie von der Besatzung aufgegeben und sank mit Anbruch der Nacht zum 15. November.

### 1943

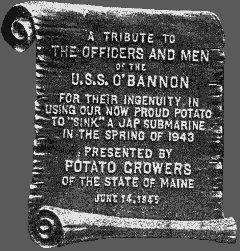
Plakette des Kartoffelzüchterverbandes des Staates Maine

Am frühen Morgen des 5. April 1943 entdeckten O’Bannon und Strong das aufgetaucht fahrende japanische U-Boot RO-34. O’Bannon lief an, um es zu rammen. Da das U-Boot nicht eindeutig identifiziert werden konnte, entschied der Kommandant im letzten Moment, dass es sich um einen Minenleger handeln könnte und es wurde Hartruderlage befohlen, um die Kollision zu vermeiden. Dieses Manöver brachte den Zerstörer längsseits des U-Bootes. Als die japanische Besatzung ihr Geschütz bemannen wollte, griff die Crew der O’Bannon, die keine Handfeuerwaffen an Oberdeck hatte, zu Kartoffeln aus einem Korb und warfen diese auf das U-Boot. In der Annahme, es seien Handgranaten, waren die Japaner zu sehr damit beschäftigt, diese über Bord zu werfen, um das Feuer auf den Zerstörer zu eröffnen. Dies gab O’Bannon die Gelegenheit, sich zu entfernen, ihre Geschütze gegen das U-Boot einzusetzen und den Turm zu beschädigen. RO-34 tauchte und der Zerstörer versenkte das U-Boot mit Wasserbomben.
In der Nacht vom 5. auf den 6. Juli war die O’Bannon an der Schlacht im Kula-Golf beteiligt, in deren Verlauf der leichte Kreuzer Helena und die japanischen Zerstörer Niizuki und Nagatsuki versenkt wurden. Eine Woche später, in der Nacht vom 12. auf den 13. Juli 1943, nahm O’Bannon im gleichen Seegebiet an der Schlacht bei Kolombangara teil, in der die alliierten Schiffe den leichten Kreuzer Jintsū versenkten. Auf alliierter Seite wurden drei Leichte Kreuzer (Honolulu, St. Louis und die neuseeländische Leander) beschädigt und der Zerstörer Gwin versenkt.
Die folgenden Monate verbrachte die O’Bannon im Vella-Golf damit, Landungen zu unterstützen, japanische Konvois zu bekämpfen und Luftangriffe abzuwehren. Mit Hilfe ihrer Schwesterschiffe versenkte sie mehrere Lastkähne, zwei U-Boot-Jäger und ein Kanonenboot.

#### Seeschlacht bei Vella Lavella

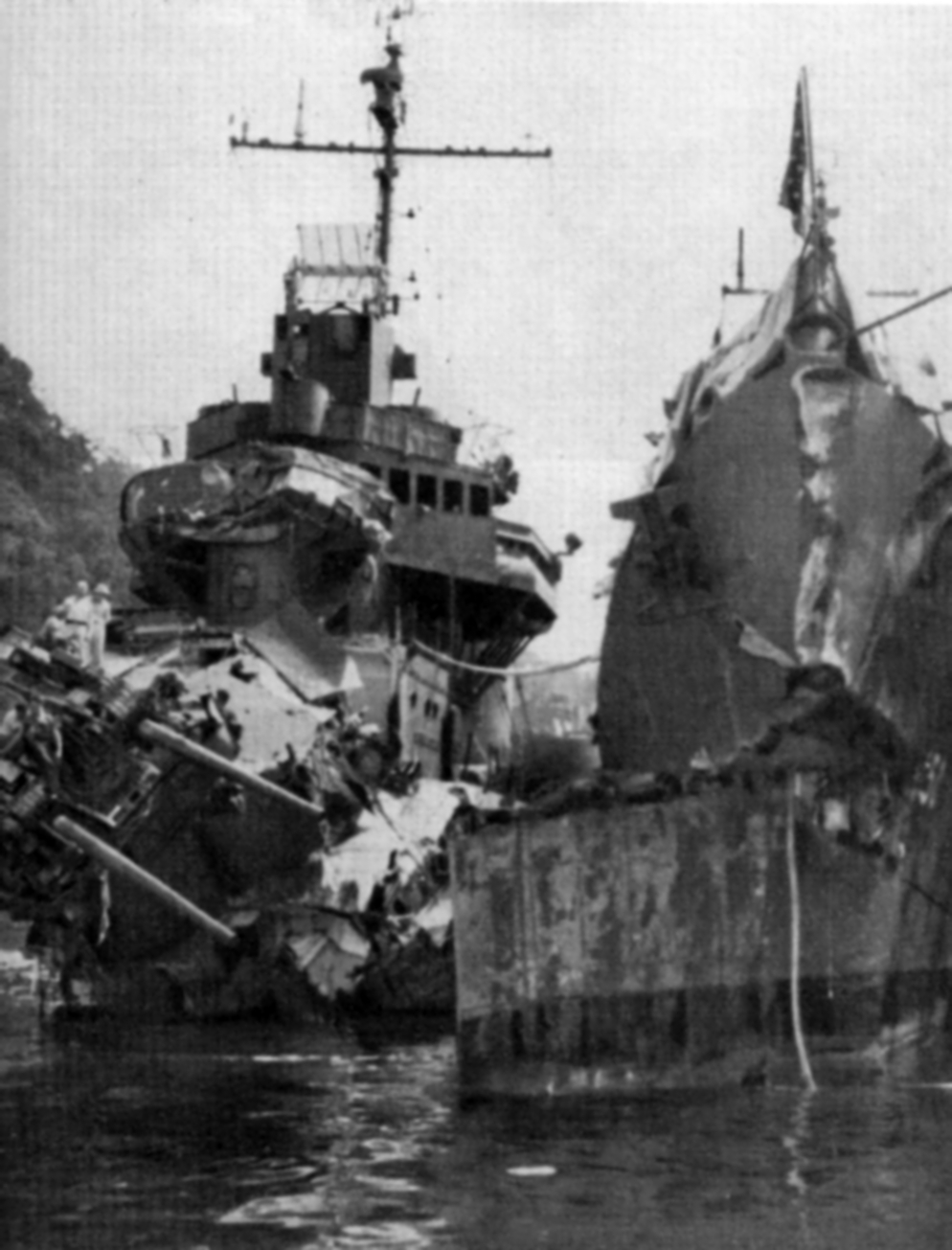
Selfridge (links) und O’Bannon nach der Schlacht bei Vella Lavella in Noumea

Der Höhepunkt der Operationen in diesem Gebiet war die Seeschlacht bei Vella Lavella in der Nacht vom 6. auf den 7. Oktober 1943. Neun japanische Zerstörer, einige Lastkähne und Versorgungsschiffe sollten Truppen von Vella Lavella evakuieren. Gegen 22:30 entdeckten O’Bannon, Selfridge und Chevalier den Verband. Ohne auf die restlichen drei Zerstörer der zweiten Gruppe (Ralph Talbot, Taylor sowie La Valette) zu warten, entschied sich Cpt. Frank R. Walker, den japanischen Verband anzugreifen. Der japanische Zerstörer Yūgumo wurde von Torpedos der Selfridge und Chevalier getroffen und blieb manövrierunfähig liegen. Einer ihrer Torpedos traf die Chevalier, wodurch ihre vordere Munitionskammer explodierte. Die O’Bannon konnte dem getroffenen Zerstörer nicht mehr ausweichen und rammte ihr Heck. Beide Schiffe bleiben eine Zeitlang ineinander verkeilt. Ein weiterer Torpedo traf die Selfridge und riss ihren Bug hinter dem ersten Geschützturm ab. Die Zerstörer der zweiten Gruppe waren noch 15 Minuten entfernt und die japanischen Schiffe entfernten sich. Die Evakuierung konnte erfolgreich abgeschlossen werden, jedoch verloren die Japaner die Yūgumo. Die Chevalier war nicht mehr zu retten, die Besatzung ging von Bord und wurde von der O’Bannon übernommen. Die Chevalier wurde gegen 03:00 Uhr von der La Valette versenkt. Die Seeschlacht bei Vella Lavella gilt als der letzte japanische Sieg in einer Seeschlacht des Zweiten Weltkrieges. Die O’Bannon wurde nach provisorischen Reparaturen zur Überholung in die Heimat befohlen.

### 1944
Am 18. März 1944 kehrte die O’Bannon zu den Salomonen zurück und nahm an den Operationen um Neuguinea teil. Bis zum 18. Oktober wurde sie im Geleitdienst und zum Landzielschießen eingesetzt. Anschließend eskortierte sie einen Geleitzug mit Verstärkungen für die Invasion von Leyte. Der Konvoi erreichte den Zielort am 24. Oktober 1944. Die O’Bannon patrouillierte vor dem Leyte Golf während der See- und Luftschlacht im Golf von Leyte, in deren Verlauf die japanische Marine so sehr geschwächt wurde, dass sie jegliches Offensivpotential verlor.

### 1945
Die O’Bannon war zunächst vorwiegend um die Philippinen eingesetzt. Sie eskortierte Kriegs- und Transportschiffe und nahm an den Landungen in der Ormoc Bay, auf Mindoro, im Golf von Lingayen, auf Bataan, auf Corregidor, auf Palawan, auf Zamboanga, auf Cebu und auf Caraboa teil. Sie konnte mehrere feindliche Flugzeuge abschießen. Während der Operation Mike I, der Landung auf Luzon am Golf von Lingayen griff sie mit drei weiteren Zerstörern ein japanisches U-Boot an und versenkte es. Ende April und Anfang Mai lief die O’Bannon nach Tarakan auf Borneo, um dort Feuerunterstützung zu leisten und Minensucheinsätze zu schützen. Am 17. Juni traf der Zerstörer mit einer Gruppe Geleitflugzeugträger vor Okinawa zusammen und schützte sie während des Luftangriffs auf Sakashima Gunto. Im Juli war sie zum Schutz der Flugzeugträger während der Luftangriffe auf Honshū und Hokkaidō im Einsatz.
Gegen Ende des Krieges patrouillierte sie vor der Küste Honshūs. Am 27. August befahl Admiral William Halsey, dass die O’Bannon zusammen mit der Nicholas und Taylor „aufgrund ihres tapferen Kampfes während des langen Weges vom Südpazifik bis zum Ende“ die Missouri in die Bucht von Tokio geleiten sollten. Die O’Bannon patrouillierte in japanischen Gewässern bis zum 1. September und fuhr anschließend über San Francisco nach San Diego, wo sie nach Überholung am 21. Mai 1946 vorläufig außer Dienst gestellt wurde.

### 1949–1962
Zwischen dem 17. Januar 1949 und dem 10. Februar 1950 wurde die O’Bannon in der Long Beach Naval Shipyard zum Geleitzerstörer umgebaut und erhielt folglich am 26. März 1949 die neue Kennung DDE-450. Sie wurde am 19. Februar 1951 wieder in Dienst gestellt. Ihr erster Einsatz führte das Schiff am 19. November 1951 nach Korea, wo sie die nächsten sechs Monate als Geleitschutz für Flugzeugträger und Konvois, als Flaggschiff bei der Belagerung von Wŏnsan sowie zum Beschuss von feindlichen Geschützstellungen, Nachschubwegen, Munitionsdepots und Truppenkonzentrationen verbrachte.
Nach ihrer Rückkehr nach Pearl Harbor im Juni 1952 nahm sie an den Versuchen der US Atomic Energy Commission auf Eniwetok teil. Im April 1953 fuhr die O’Banon erneut nach Fernost, wo sie erneut Flugzeugträger schützte. Anschließend patrouillierte sie in der Formosastraße und war an Übungen vor Japan und Okinawa beteiligt.
In den Jahren zwischen dem Koreakrieg und dem Vietnamkrieg wechselten sich jeweils sechs Monate Dienst in Südostasien mit sechs Monaten Aufenthalt in Pearl Harbor, in denen sie an Übungen teilnahm und notwendige Überholungen durchgeführt wurden, ab. Am 30. Juni 1962 wurde sie wieder zu DD-445 umklassifiziert. Im Sommer und Herbst 1962 war sie bei den Kernwaffentests auf Johnston Island im Einsatz.

### 1964–1970

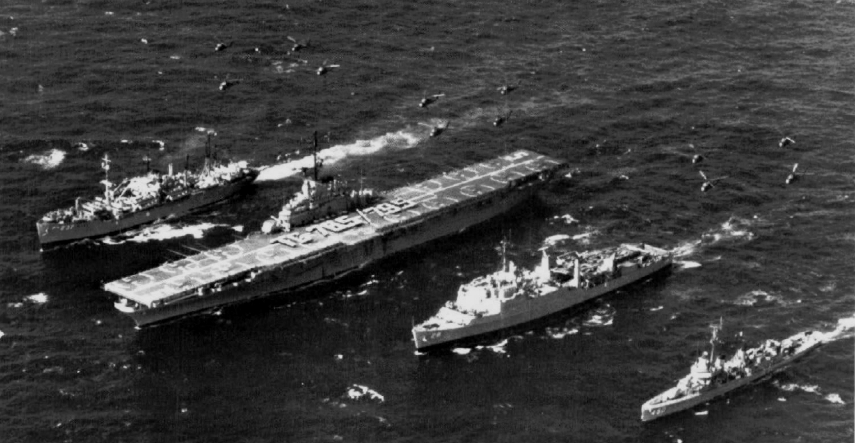
TG76.5 mit O’Bannon (rechts) im März 1965 vor Vietnam

1964 fand die O’Bannon in Otto Premingers Spielfilm Erster Sieg (In Harm’s Way) Verwendung.
Am 26. Dezember 1964 lief sie aus Hongkong aus, um vor der vietnamesischen Küste zu patrouillieren und hydrografische Vermessungen durchzuführen. Während ihres Einsatzes 1966 war die O’Bannon hauptsächlich als Plane guard (Flugsicherungsboot) der Kitty Hawk eingesetzt. Für jeweils eine Woche im Mai und Juni beschoss sie Küstenziele, Ausbildungslager der Vietcong, Truppenkonzentrationen und kleinere Fahrzeuge. Der Zerstörer kehrte am 30. Juli 1966 nach Pearl Harbor zurück. Anschließend wurde das Schiff vorbereitet, um während des Apollo-Programms im August 1966 und für Gemini 11 im September als Bergungsschiff zu dienen.
Im Frühjahr 1967 besuchte sie Guam und lief Anfang Juni wieder in Pearl Harbor ein, um sich auf einen neuen Einsatz in Fernost vorzubereiten. Am 28. September 1967 lief O’Bannon nach Japan und erreichte Yokosuka am 7. Oktober und fuhr von dort zur Subic-Bucht, wo sie am 15. Oktober ankam. Sie kehrte mit dem Flugzeugträger Constellation nach Vietnam zurück und operierte bis zum 4. November auf der Yankee Station.
Nach einer vierzehntägigen Ruhepause in der Subic Bay und in Hongkong lief die O’Bannon nach Da Nang, um Ziele an der Küste zu bekämpfen. Sie besuchte Taiwan Anfang Dezember und kehrte am 15. Dezember 1967 ins Kampfgebiet zurück, um südlich der Entmilitarisierten Zone (DMZ) mit ihrer Artillerie zu unterstützen. Zwei Tage später war sie an der Rettung von zwei amerikanischen Piloten beteiligt, die über See aus ihrem beschädigten Flugzeug aussteigen mussten. Bei der Rettung wurde die O’Bannon von einer feindlichen Batterie beschossen, die aber nicht traf.
Am 23. Januar 1968 befand sie sich auf dem Weg von Yokosuka nach Vietnam, als sie die Nachricht von Kaperung des Aufklärungsschiffes Pueblo empfing. O’Bannon war eines der ersten US-amerikanischen Schiffe, die die Gewässer vor Nordkorea erreichten. Sie wurde kurze Zeit später durch Nicholas und Enterprise verstärkt. Die Schiffe befanden sich in ständiger Alarm- und teilweise in Gefechtsbereitschaft. Während der nächsten elf Monate wurden die Schiffe der US-Marine rotationsweise eingesetzt. Nach dem Einsatz vor Nordkorea operierte sie größtenteils im Golf von Tonkin.

### Verbleib
Am 30. Januar 1970 wurde O’Bannon zusammen mit ihrem Schwesterschiff Nicholas feierlich außer Dienst gestellt und aus der Flottenliste gestrichen. Sie wurde am 6. Juni 1970 zum Abbruch verkauft und zwei Jahre später verschrottet.

## Zitate
„Die Geschichte des Pazifikkrieges kann nicht geschrieben werden, ohne die Geschichte der O’Bannon zu erzählen. Wieder und immer wieder wurden die O’Bannon und ihre ritterlichen Schwesterschiffe gerufen, um den Feind zurückzuwerfen. Sie haben mich niemals enttäuscht.“
 — Admiral William F. Halsey

## Auszeichnungen
Die O’Bannon wurde mit einer Presidential Unit Citation ausgezeichnet und erhielt 17 Battle Stars für ihre Dienste im Zweiten Weltkrieg. Lediglich dem Flugzeugträger Enterprise (20) und dem Kreuzer San Diego (18) wurden im Zweiten Weltkrieg mehr Battle Stars verliehen. Für ihre Einsätze in Korea erhielt sie drei weitere Battle Stars.